# Fases preliminares da Copa Libertadores da América de 2023
As fases preliminares da Copa Libertadores da América de 2023 foram disputadas entre 7 de fevereiro e 16 de março do respectivo ano. Consistiu em três fases eliminatórias, onde ao final da terceira os vencedores classificaram-se para a fase de grupos.
As equipes se enfrentaram em jogos eliminatórios de ida e volta, classificando-se a que somasse o maior número de pontos. Em caso de igualdade em pontos, a vaga seria definida em disputa por pênaltis.

## Primeira fase
A primeira fase foi disputada por seis equipes provenientes de Bolívia, Equador, Paraguai, Peru, Uruguai e Venezuela. Os confrontos desta fase foram definidos através de sorteio.
| Chave | Equipe 1        | Total | Equipe 2    | Ida | Volta |
| ----- | --------------- | ----- | ----------- | --- | ----- |
| E1    | Sport Huancayo  | 3–4   | Nacional    | 2–1 | 1–3   |
| E2    | Nacional Potosí | 2–9   | El Nacional | 1–6 | 1–3   |
| E3    | Boston River    | 4–1   | Zamora      | 3–1 | 1–0   |

Todas as partidas estão em horário local.

### Chave E1
| 7 de fevereiro | Sport Huancayo              | 2 − 1     | Nacional     | Estádio Huancayo, Huancayo                  |
| 19:00 (UTC−5)  | Escobar 52' · Huaccha 90+6' | Relatório | Brizuela 69' | Público: 0 (PF) Árbitro: CHI Nicolás Gamboa |

| 14 de fevereiro | Nacional                                   | 3 − 1     | Sport Huancayo | Estádio Defensores del Chaco, Assunção |
| 21:00 (UTC−3)   | Ocampos 62' · Martínez 69' · Fleitas 90+8' | Relatório | Millán 39'     | Árbitro: ARG Darío Herrera             |

Nacional venceu por 4–3 no placar agregado.

### Chave E2
| 8 de fevereiro | Nacional Potosí | 1 − 6     | El Nacional                                                             | Estádio Hernando Siles, La Paz |
| 20:00 (UTC−4)  | Prost 45+1'     | Relatório | Ordóñez 5', 38' · Chalá 13' · Carrillo 16' · Solís 45+4' · Asprilla 89' | Árbitro: VEN Yender Herrera    |

| 15 de fevereiro | El Nacional                              | 3 − 1     | Nacional Potosí | Estádio Olímpico Atahualpa, Quito |
| 19:00 (UTC−5)   | Micolta 18' · Julio 45' · Palacios 90+1' | Relatório | Cristaldo 55'   | Árbitro: BRA Bruno Arleu          |

El Nacional venceu por 9–2 no placar agregado.

### Chave E3
| 9 de fevereiro | Boston River                      | 3 − 1     | Zamora       | Estádio Centenario, Montevidéu |
| 21:00 (UTC−3)  | Costa 23' · Acuña 55' · Gómez 64' | Relatório | Magallán 75' | Árbitro: BRA Wagner Magalhães  |

| 16 de fevereiro | Zamora | 0 − 1     | Boston River      | Estádio La Carolina, Barinas |
| 20:00 (UTC−4)   |        | Relatório | Urretaviscaya 20' | Árbitro: COL Andrés Rojas    |

Boston River venceu por 4–1 no placar agregado.

## Segunda fase
A segunda fase foi disputada por 16 equipes, sendo 13 delas provenientes de todas as dez associações sul-americanas, mais os três vencedores da fase anterior. Os confrontos desta fase foram definidos através de sorteio.
| Chave | Equipe 1             | Total | Equipe 2               | Ida | Volta |
| ----- | -------------------- | ----- | ---------------------- | --- | ----- |
| C1    | Carabobo             | 1–3   | Atlético Mineiro       | 0–0 | 1–3   |
| C2    | Nacional             | 3–5   | Sporting Cristal       | 2–0 | 1–5   |
| C3    | Deportivo Maldonado  | 0–4   | Fortaleza              | 0–0 | 0–4   |
| C4    | El Nacional          | 3–4   | Independiente Medellín | 2–2 | 1–2   |
| C5    | Magallanes           | 6–1   | Always Ready           | 3–0 | 3–1   |
| C6    | Curicó Unido         | 0–2   | Cerro Porteño          | 0–1 | 0–1   |
| C7    | Boston River         | 0–1   | Huracán                | 0–0 | 0–1   |
| C8    | Universidad Católica | 1–2   | Millonarios            | 0–0 | 1–2   |

Todas as partidas estão em horário local.

### Chave C1
| 22 de fevereiro | Carabobo | 0 − 0     | Atlético Mineiro | Estádio Olímpico da UCV, Caracas        |
| 20:30 (UTC−4)   |          | Relatório |                  | Público: 1 567 Árbitro: BOL Gery Vargas |

| 1 de março    | Atlético Mineiro                        | 3 − 1     | Carabobo     | Estádio Mineirão, Belo Horizonte |
| 21:30 (UTC−3) | Hulk 16' · Paulinho 18' · Edenílson 73' | Relatório | Pernía 45+3' | Árbitro: PER Diego Haro          |

Atlético Mineiro venceu por 3–1 no placar agregado.

### Chave C2
| 21 de fevereiro | Nacional                     | 2 − 0     | Sporting Cristal | Estádio Defensores del Chaco, Assunção |
| 19:00 (UTC−3)   | Martínez 46' · Aguilar 90+7' | Relatório |                  | Árbitro: BRA Anderson Daronco          |

| 28 de fevereiro | Sporting Cristal                                       | 5 − 1     | Nacional      | Estádio Nacional, Lima                      |
| 19:00 (UTC−5)   | Ávila 46', 67' · Ignácio 74' · Lora 89' · Corozo 90+5' | Relatório | Caballero 47' | Público: 17 743 Árbitro: CHI Cristian Garay |

Sporting Cristal venceu por 5–3 no placar agregado.

### Chave C3
| 23 de fevereiro | Deportivo Maldonado | 0 − 0     | Fortaleza | Estádio Domingo Burgueño, Maldonado |
| 21:00 (UTC−3)   |                     | Relatório |           | Árbitro: COL Carlos Betancur        |

| 2 de março    | Fortaleza                                                 | 4 − 0     | Deportivo Maldonado | Arena Castelão, Fortaleza                     |
| 21:00 (UTC−3) | Thiago Galhardo 45+5' · Lucero 83', 90+2' · Guilherme 86' | Relatório |                     | Público: 52 502 Árbitro: VEN Jesús Valenzuela |

Fortaleza venceu por 4–0 no placar agregado.

### Chave C4
| 22 de fevereiro | El Nacional                        | 2 − 2     | Independiente Medellín     | Estádio Casa Blanca, Quito  |
| 17:00 (UTC−5)   | Palacios 55' · Carrillo 67' (pen.) | Relatório | Valencia 19' · Londoño 87' | Árbitro: URU Gustavo Tejera |

| 1 de março    | Independiente Medellín    | 2 − 1     | El Nacional    | Estádio Atanasio Girardot, Medellín        |
| 19:00 (UTC−5) | Monroy 67' · Cambindo 73' | Relatório | Parrales 90+2' | Público: 23 500 Árbitro: BRA Raphael Claus |

Independiente Medellín venceu por 4–3 no placar agregado.

### Chave C5
| 23 de fevereiro | Magallanes                           | 3 − 0     | Always Ready | Estádio El Teniente, Rancagua |
| 19:00 (UTC−3)   | Vilches 21' · Piñero 80' · Filla 89' | Relatório |              | Árbitro: ARG Andrés Merlos    |

| 2 de março    | Always Ready | 1 − 3     | Magallanes                              | Estádio Hernando Siles, La Paz |
| 18:00 (UTC−4) | Reyes 90+1'  | Relatório | M. Vásquez 9' · Alfaro 50' · Flores 53' | Árbitro: VEN Alexis Herrera    |

Magallanes venceu por 6–1 no placar agregado.

### Chave C6
| 21 de fevereiro | Curicó Unido | 0 − 1     | Cerro Porteño | Estádio Monumental, Santiago   |
| 21:00 (UTC−3)   |              | Relatório | Patiño 89'    | Árbitro: ARG Yael Falcón Pérez |

| 28 de fevereiro | Cerro Porteño | 1 − 0     | Curicó Unido | Estádio General Pablo Rojas, Assunção      |
| 19:00 (UTC−3)   | Morales 51'   | Relatório |              | Público: 17 759 Árbitro: COL Wilmar Roldán |

Cerro Porteño venceu por 2–0 no placar agregado.

### Chave C7
| 22 de fevereiro | Boston River | 0 − 0     | Huracán | Estádio Centenario, Montevidéu |
| 21:00 (UTC−3)   |              | Relatório |         | Árbitro: COL Wilmar Roldán     |

| 1 de março    | Huracán              | 1 − 0     | Boston River | Estádio Tomás Adolfo Ducó, Buenos Aires |
| 19:00 (UTC−3) | Cóccaro 45+7' (pen.) | Relatório |              | Árbitro: BRA Wilton Sampaio             |

Huracán venceu por 1–0 no placar agregado.

### Chave C8
| 23 de fevereiro | Universidad Católica | 0 − 0     | Millonarios | Estádio Casa Blanca, Quito   |
| 19:00 (UTC−5)   |                      | Relatório |             | Árbitro: BRA Bráulio Machado |

| 2 de março    | Millonarios             | 2 − 1     | Universidad Católica | Estádio El Campín, Bogotá                  |
| 19:00 (UTC−5) | Castro 62' · Cataño 69' | Relatório | Díaz 38' (pen)       | Público: 25 787 Árbitro: ARG Facundo Tello |

Millonarios venceu por 2–1 no placar agregado.

## Terceira fase
A terceira fase foi disputada pelas oito equipes vencedoras da fase anterior. Os cruzamentos foram predeterminados, sendo que a equipe de melhor ranking realizou o jogo de volta em casa. Os vencedores de cada confronto se classificaram à fase de grupos.
| Chave | Equipe 1    | Total | Equipe 2               | Ida | Volta |
| ----- | ----------- | ----- | ---------------------- | --- | ----- |
| G1    | Millonarios | 2–4   | Atlético Mineiro       | 1–1 | 1–3   |
| G2    | Huracán     | 0–1   | Sporting Cristal       | 0–0 | 0–1   |
| G3    | Fortaleza   | 1–3   | Cerro Porteño          | 0–1 | 1–2   |
| G4    | Magallanes  | 1–3   | Independiente Medellín | 1–1 | 0–2   |

### Chave G1
| 8 de março    | Millonarios | 1 − 1     | Atlético Mineiro | Estádio El Campín, Bogotá               |
| 19:30 (UTC−5) | Silva 42'   | Relatório | Paulinho 66'     | Público: 33 250 Árbitro: CHI Piero Maza |

| 15 de março   | Atlético Mineiro             | 3 − 1     | Millonarios | Estádio Mineirão, Belo Horizonte                |
| 21:30 (UTC−3) | Paulinho 49', 81' · Hulk 88' | Relatório | Uribe 90+3' | Público: 42 169 Árbitro: ARG Fernando Rapallini |

Atlético Mineiro venceu por 4–2 no placar agregado.

### Chave G2
| 9 de março    | Huracán | 0 − 0     | Sporting Cristal | Estádio Tomás Adolfo Ducó, Buenos Aires    |
| 21:00 (UTC−3) |         | Relatório |                  | Público: 8 288 Árbitro: URU Andrés Matonte |

| 16 de março   | Sporting Cristal | 1 − 0     | Huracán | Estádio Nacional, Lima                     |
| 19:00 (UTC−5) | Ávila 90+7'      | Relatório |         | Público: 35 832 Árbitro: BRA Raphael Claus |

Sporting Cristal venceu por 1–0 no placar agregado.

### Chave G3
| 9 de março    | Fortaleza | 0 − 1     | Cerro Porteño | Arena Castelão, Fortaleza                  |
| 19:00 (UTC−3) |           | Relatório | Churín 34'    | Público: 42 275 Árbitro: ARG Facundo Tello |

| 16 de março   | Cerro Porteño            | 2 − 1     | Fortaleza       | Estádio General Pablo Rojas, Assunção         |
| 19:00 (UTC−3) | Carrizo 38' · Aquino 62' | Relatório | Guilherme 90+2' | Público: 35 928 Árbitro: VEN Jesús Valenzuela |

Cerro Porteño venceu por 3–1 no placar agregado.

### Chave G4
| 8 de março    | Magallanes   | 1 − 1     | Independiente Medellín | Estádio El Teniente, Rancagua            |
| 19:00 (UTC−3) | Zapata 90+5' | Relatório | Batalla 70'            | Público: 2 334 Árbitro: PER Kevin Ortega |

| 15 de março   | Independiente Medellín | 2 − 0     | Magallanes | Estádio Atanasio Girardot, Medellín         |
| 19:00 (UTC−5) | Pons 15', 39'          | Relatório |            | Público: 17 046 Árbitro: BRA Wilton Sampaio |

Independiente Medellín venceu por 3–1 no placar agregado.